# Embraer EMB 312 Tucano
Embraer EMB 312 Tucano — лёгкий двухместный турбовинтовой учебно-боевой самолёт и штурмовик производства бразильской компании Embraer.
Работы над самолётом начались в 1978 году при финансовой поддержке от ВВС Бразилии. Проектирование и разработка, начатые в 1979 году, служили целью создать недорогой, относительно простой, новый базовый учебно-тренировочный самолет, который в конечном итоге стал международным стандартом для самолётов подобного типа. Прототип впервые поднялся в воздух в 1980 году, а первые серийные экземпляры были поставлены заказчикам в 1983 году.
Первоначально производство ограничивалось заказом от ВВС Бразилии на 118 самолетов с опционом на дополнительные 50 единиц в октябре 1980 года. Позднее власти Египта закупили 100 самолёто-комплектов для организации лицензионного производства в 1993 году, и позднее к заказчикам присоединилась Великобритания, производившая по лицензии этот самолёт в версии Short Tucano. «Тукано» пробился на мировой рынок военных учебных самолетов и стал одним из первых международных маркетинговых успехов Embraer. Всего было произведено 637 единиц (477 в базовой версии и 160 в версии Short Tucano), которые использовались военно-воздушными силами в 18 странах.

## Разработка и производство

### Предыстория создания

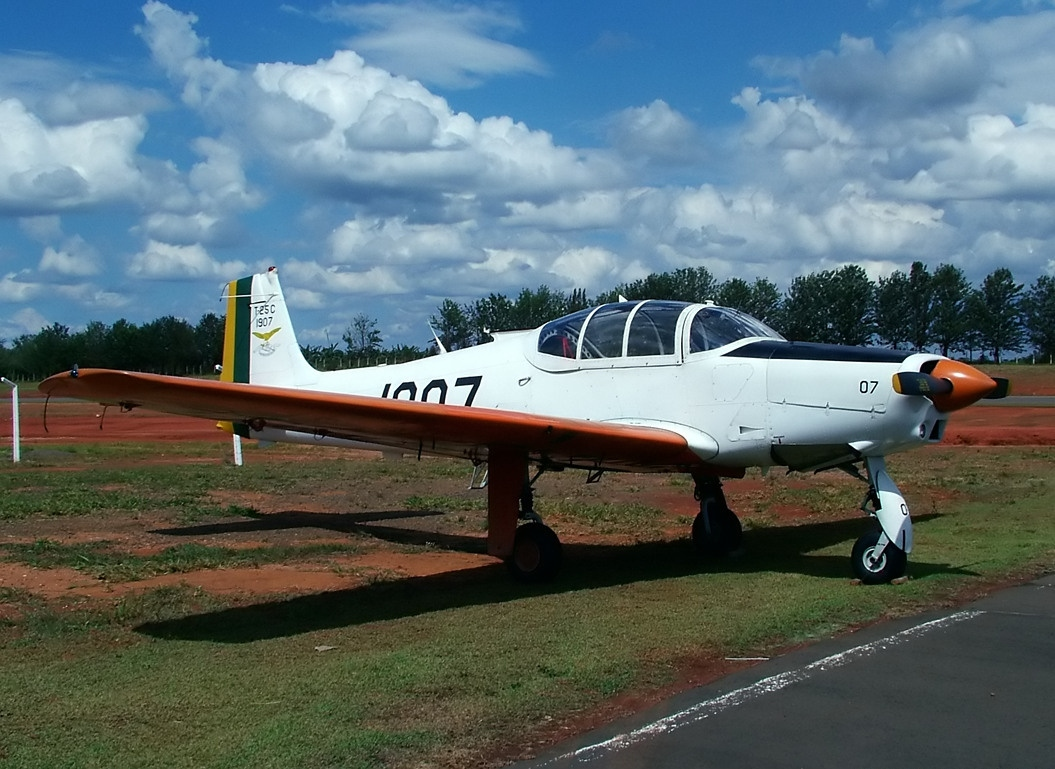
Одним из предшественников «Тукано» в качестве учебного самолёта для ВВС Бразилии был поршневой Neiva Universal

Начиная со времени военной диктатуры в Бразилии правящие круги страны считали наличие собственной авиационной промышленности важнейшим приоритетом. Так в попытке снизить зависимость от иностранных компаний в 1969 году была создана государственная компания Embraer. В 1970 году фирмой была приобретена лицензия на сборку итальянских лёгких учебно-тренировочных самолётов Aermacchi MB-326, а в 1973 году компания представила лёгкий универсальный самолёт Embraer EMB 110 Bandeirante с двумя турбовинтовыми двигателями Pratt & Whitney PT6A.
После испытаний программы обучения на полностью реактивных самолётах в 1950-х годах, в 1960-х и 1970-х годах для обучения пилотов ВВС Бразилии начали использоваться различные турбовинтовые самолёты. В 1970-х годах цены на нефть быстро росли, и цена за баррель сырой нефти выросла с 3 долларов в 1973 году до 36 долларов к 1980 году, что привело к дефляции бразильской экономики. В то время в учебных целях бразильские ВВС эксплуатировали самолёт Cessna T-37C с двигателем Teledyne CAE J69, который был разработан в 1950-х годах и после энергетического кризиса 1970-х годов стал слишком дорогим в эксплуатации. В 1977 году ВВС Бразилии выразили желание заменить Cessna Т-37, указав, что замена должна быть дешёвой в эксплуатации, максимально приближенной по характеристикам к реактивным самолётам и иметь катапультируемые кресла. Турбовинтовой двигатель с приемлемой мощностью для нового самолёта стал практичным решением, значительно снижавшим во время международного нефтяного кризиса расход дорожающего топлива.
В 1970-х годах ВВС Бразилии эксплуатировали более 100 самолётов Neiva Universal с поршневым двигателем для базовой подготовки лётного состава. Воодушевленная желанием реализовать следующий проект самолёта, получивший название Universal II, компания Indústria Aeronáutica Neiva в 1975 году выпустила прототип N621A (YT-25A) с удлиненным фюзеляжем, четырьмя точками подвески и более мощным двигателем Lycoming IO-720-A1A мощностью 400 л. с., который приводил в движение трехлопастной винт производства Hartzell Propeller. Прототип YT-25B, модифицированная версия YT-25A с шестью узлами подвески, поднялся в воздух 22 октября 1978 года, но и он не отвечал требованиям ВВС, поскольку был медленнее и меньше и имел расположенные рядом сиденья и откидное заднее кресло. Два года спустя компанию Indústria Aeronáutica Neiva приобрела Embraer, где к тому времени уже работал перешедший в 1973 году из IAN конструктор венгерско-бразильского происхождения Джозеф Ковач. Он принес с собой ряд перспективных проектов, основанных на самолёте Neiva Universal, включая разработку турбовинтового самолёта Carajá с тандемным расположением пилотов.

### Создание самолёта

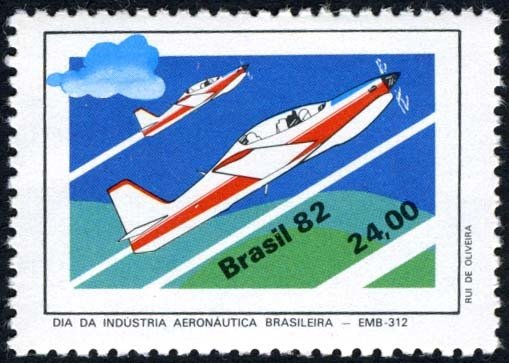
EMB 312 Tucano на почтовой марке Бразилии 1982 года

В начале 1977 года компания Embraer направила два предложения по учебно-тренировочным самолетам для ВВС Бразилии: базовый учебно-тренировочный самолет EMB-301 с двигателем Lycoming TIO-541 на базе Neiva Universal и лёгкий многоцелевой самолёт EMB-311 с двигателем PT6A, созданный на базе Carajá. Ни одно из предложений не удовлетворило командование ВВС, однако интерес был проявлен к более производительному с точки зрения тактико-технических характеристик EMB-311. Позднее в том же году Министерство аэронавтики Бразилии (Ministério da Aeronáutica) опубликовало новые требования. Поэтому в январе 1978 года группа конструкторов Embraer под руководством Гвидо Фонтегаланте Пессотти и с участием Джозефа Ковача приступила к переработке EMB-311 для создания нового самолёта под наименованием EMB-312.
6 декабря 1978 года компания Embraer официально получила контракт на производство двух прототипов и двух планеров самолётов для проведения усталостных испытаний. Технические характеристики были утверждены в феврале 1979 года, и основными отличиями от EMB-311 стали более мощный двигатель PT6A-25C, приподнятая над фюзеляжем задняя кабина и добавление катапультируемых кресел. В конечном итоге первоначальные характеристики претерпели существенные изменения, заключавшиеся в меньшем фюзеляже с Т-образным оперением вместо стреловидного, более куполообразный фонарь, увеличенные рули высоты, большее расстояние между носовым и задним стойками шасси и уменьшение корневой части крыла. К концу 1979 года был построен полномасштабный макет с кабиной для оценки работы пилотажных приборов, а также разработана маломасштабная радиоуправляемая исследовательская модель для оценки аэродинамических характеристик перед созданием полномасштабного прототипа.
Через 21 месяц после подписания контракта 16 августа 1980 года первый прототип поднялся в воздух под бортовым номером FAB 1300. Второй прототип совершил первый полет 10 декабря 1980 года, получив улучшения для доступа к агрегатам самолёта для сокращения расходов на техническое обслуживание. Испытания вооружения в условиях тестового полета привели к добавлению киля в конструкцию самолёта для улучшения поперечной устойчивости. В августе 1982 года второй прототип был потерян во время испытаний на манёвренность, в ходе которых был применен руль направления с максимальным отклонением, и когда прототип превысил максимальную расчетную скорость пикирования (составляющую 539 км/ч)  на 64,7км/ч, это привело к разрыву обшивки передней кромки хвостового оперения, за которым последовало пикирование с перегрузкой  в 30 g, что привело к полному разрушению планера самолёта. Оба лётчика смогли безопасно катапультироваться. Кромка хвостового оперения первого прототипа была модифицирована, и тактико-технические требования были одобрены в 1983 году, после чего была достигнута максимальная скорость пикирования 607,5 километров в час.
Третий прототип YT-27, значительно улучшенный по сравнению с предыдущими двумя прототипами, получил гражданскую регистрацию PP-ZDK и поднялся в воздух 16 августа 1982 года. В следующем месяце этот самолёт дебютировал на международном авиашоу в Фарнборо, перелетев Атлантику всего через несколько дней после своего первого полета. Он был обозначен ВВС Бразилии как T-27 для учебных целей и AT-27 для использования в качестве штурмовика в контрпартизанской войне. Вдохновленный одной из самых известных птиц в тропических лесах Амазонки, курсант академии ВВС Бразилии предложил назвать самолёт «Tucano» (по-русски: тукан), и это название было одобрено 23 октября 1981 года.

### Дальнейшее развитие

#### Short Tucano[англ.]

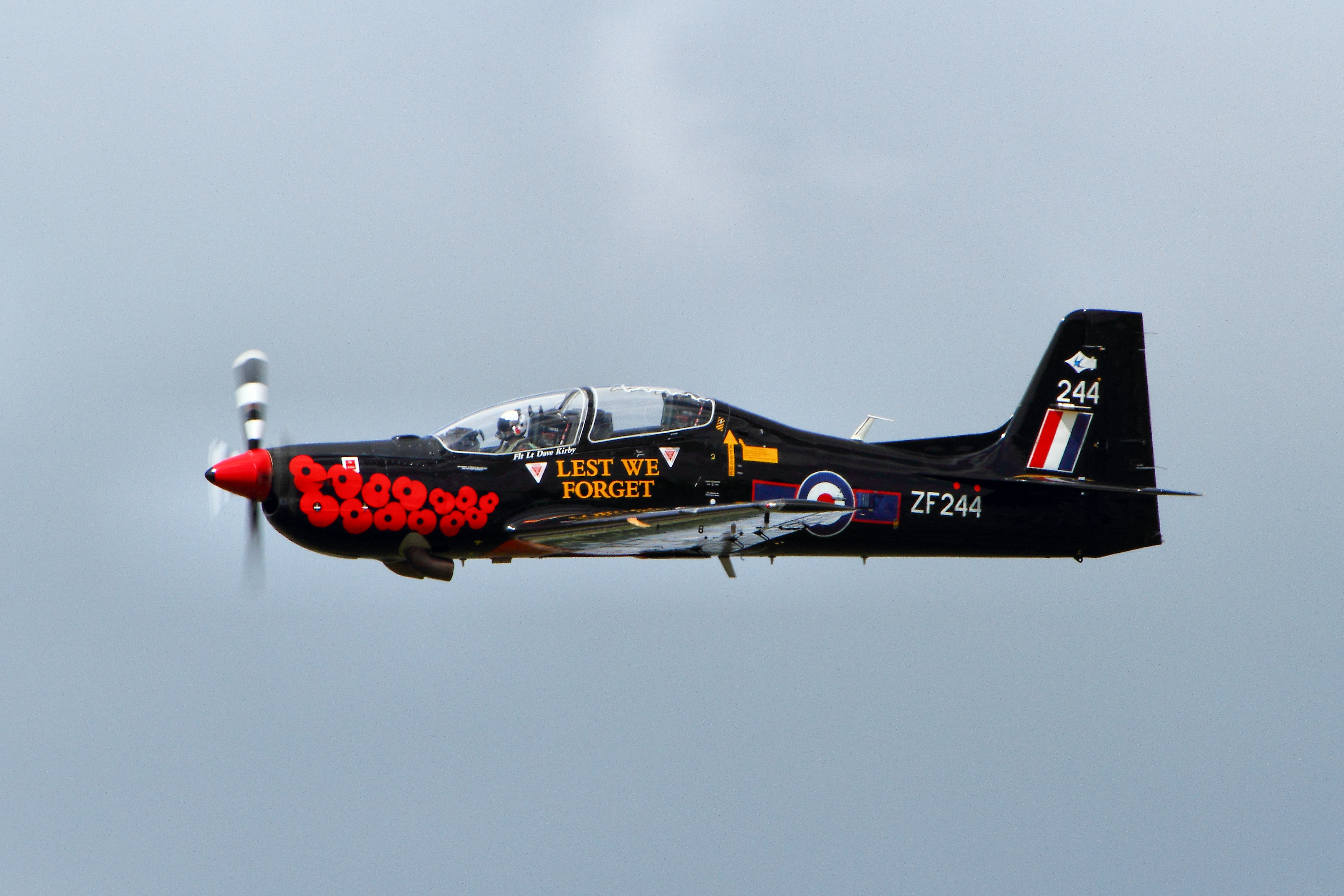
Short Tucano Королевских ВВС Великобритании

В мае 1984 года между Embraer и британской компанией Short Brothers было подписано соглашение о лицензионной модернизации EMB 312 с целью удовлетворения требований Королевских ВВС к современному турбовинтовому учебно-тренировочному самолету для дополнения и последующей замены реактивного BAC Jet Provost. Перед подписанием контракта Embraer и Short доработали исходный проект в соответствии с требованиями заказчика в лице английских ВВС. В первую очередь, был установлен новый турбовинтовой двигатель Garrett TPE331-12B мощностью 820 л.с. Благодаря этому максимальная скорость самолета достигла 610 км/ч, а крейсерская увеличилась до 510 км/ч. Прочие летные характеристики изменились незначительно. В марте 1985 года после конкурса с другими самолётами победителем был объявлен Short Tucano, получивший заказ на сумму 126 миллионов фунтов стерлингов на 130 самолетов и опцион еще на 15. Компания Short Brothers отвечала за окончательную сборку и изготовила по лицензии 60% деталей самолета, в то время крылья, шасси и фонарь кабины были изготовлены в Бразилии.
В дальнейшем компания Short самостоятельно создала две модификации самолета, производимого по лицензии. Первая из них, Tucano Mk.51, предназначалась для ВВС Кении. От базового самолета эта версия отличалась возможностью обучения пилотов применению ствольного вооружения, неуправляемых ракет и авиабомб. Кенийские военные заказали 12 самолетов этого типа. Вскоре после них свое желание приобрести подобные учебные машины выразил Кувейт. 16 самолетов модификации Tucano Mk.52 отличались от техники для Кении составом оборудования.

#### EMB-312H
В середине 1980-х годов, когда компания Embraer работала над вариантом Short Tucano, она также разработала новую версию, обозначенную как EMB-312G1. Оснащенный двигателем Garrett прототип EMB-312G1 впервые поднялся в воздух в июле 1986 года. Однако ВВС Бразилии не проявили интереса к новому самолёту и проект был закрыт. Тем не менее, уроки  боевого применения «Тукано» в Перу и Венесуэле побудили Embraer продолжить исследования в области создания усовершенствованной версии базового самолёта. Также компания исследовала возможность создания истребительной версии, обозначенной как «убийца вертолетов» или EMB-312H. Исследование было стимулировано неудачной заявкой на участие в программе Joint Primary Aircraft Training System для ВВС США, в которой Embraer объединилась с Northrop Grumman. В 1991 году один самолет-демонстратор EMB-312 был модифицирован в качестве прототипа для участия в конкурсе. Самолет имел удлинённый  на 1,37 метра фюзеляж с добавлением секций спереди и сзади кабины для восстановления центра тяжести и устойчивости, усиленный планер, герметичную кабину и удлиненный нос планера для размещения более мощного двигателя PT6A-67R (1 424 л. с.). Самолёт с регистрацией PT-ZTW (серийный номер 161), поднялся в воздух в сентябре 1991 года. Два новых прототипа EMB-312H с двигателем PT6A-68A (1 250 л. с.) были построены в 1993 году. Второй прототип PT-ZTV с серийным номером 454 впервые поднялся в воздух в мае 1993 года. Он отличался усиленной обшивкой крыла, разработанной для модели F, улучшенным фонарём, герметичной кабиной, электрическим открыванием фонаря и катапультируемыми креслами с нулевым смещением. Третий прототип PT(PP)-ZTF,  с серийным номером 455, поднялся в воздух в октябре 1993 года. Конструкция EMB-312H впоследствии послужила отправной точкой для создания EMB-314 Super Tucano, получившего название ALX и принятого на вооружение ВВС Бразилии как A-29.

## Конструкция
Многие решения примененные в конструкции EMB-312 стали стандартом для более поздних учебно-тренировочных самолётов.  Это был первый самолет Embraer с расположенными тандемом местами пилотов, разработанный с приподнятым задним сиденьем, оптимизированным для беспрепятственного обзора назад и беспереплетным фонарём кабины пилотов. К характерным особенностям самолета относятся система автоматического управления крутящим моментом и  однорычажный гидравлический дроссель, который управляет мощностью двигателя и шагом винта, обеспечивая плавное и быстрое ускорение и замедление летательного аппарата.

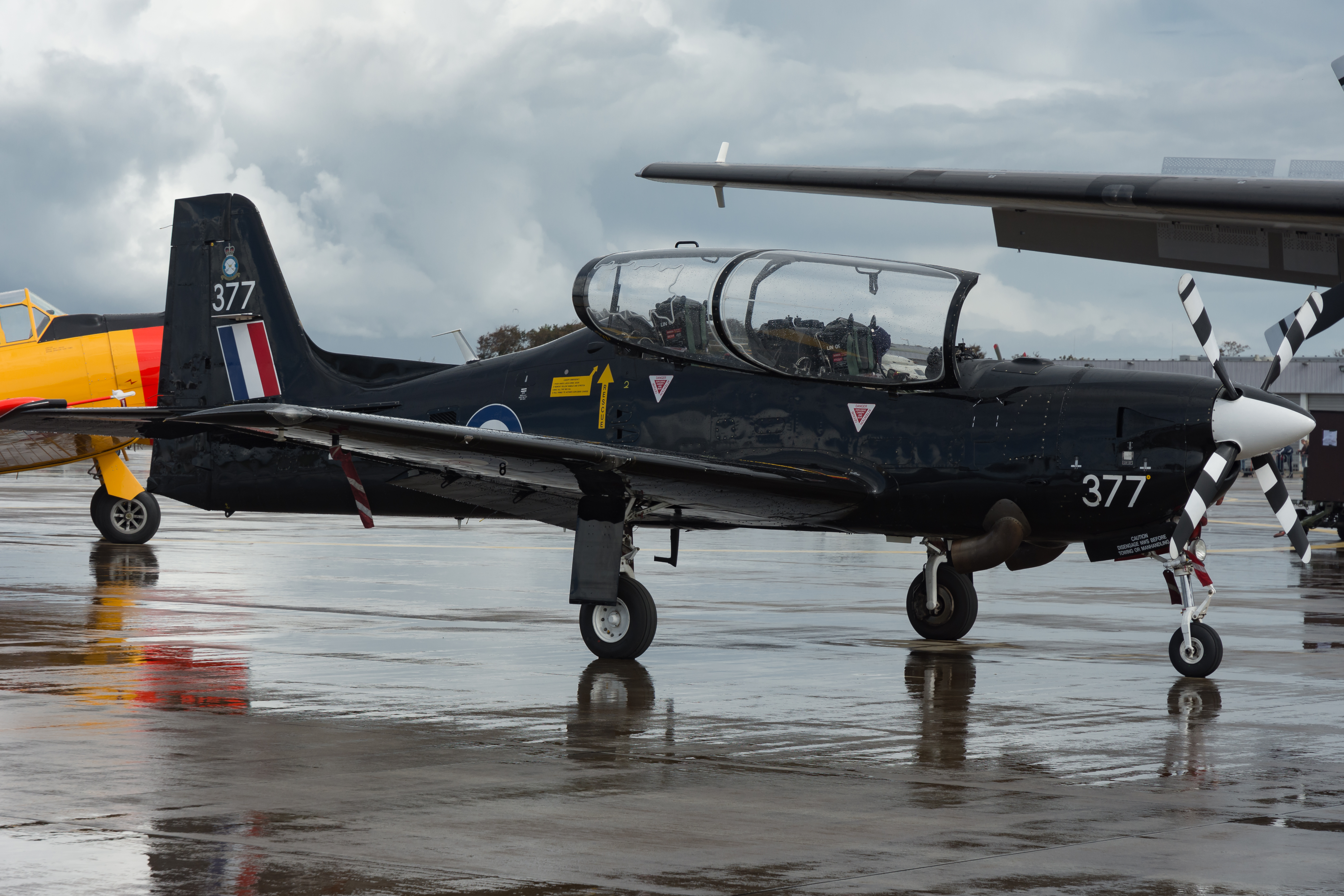
Short Tucano с откинутым фонарём кабины

«Тукано» выполнен по нормальной аэродинамической схеме с низкорасположенным прямым крылом. Крыло - трапециевидное с однощелевыми закрылками. Фюзеляж типа полумонокок, выполнен из алюминиевого сплава. За двигательным отсеком расположена двухместная кабина с односекционным беспереплетным фонарем, откидывающимся вправо и катапультными креслами Martin-Baker Mk8L. Позади кабины экипажа предусмотрен небольшой багажный отсек для перевозки необходимого оборудования. Система управления обратным шагом винта, которой оснащен самолет, позволяет вручную управлять механизмом изменения угла наклона лопастей, обеспечивая тем самым превосходные характеристики управляемости на земле, а также помогая замедлить самолет для сокращения длины пробега при посадке.  Эта система управления также позволяет самолету самостоятельно двигаться задним ходом во время руления. Шасси трехопорное, с носовым колесом. Каждая стойка имеет одно колесо и оснащена амортизаторами. Имеется система аварийного выпуска шасси в случае отказа гидронасоса основной системы.
В носовой части фюзеляжа установлен турбовентиляторный двигатель Pratt & Whitney РТ6А-25С мощностью 750 л. с.  с трехлопастным реверсивным воздушным винтом автоматически изменяемого шага производства Hartzell Propeller. Компрессор двигателя имеет три основных и одну центробежную ступень. В крыле размещено два топливных бака суммарной емкостью 694 литра с внутренним антидетонационным покрытием. Кроме того, возможна установка двух дополнительных подвесных топливных баков, ёмкостью 660 литров каждый, что обеспечивает продолжительность полёта до девяти часов.
Для переоборудования учебно-тренировочной машины в штурмовик и наоборот требуется подвесить или снять необходимое вооружение и провести небольшие подготовительные работы. Так, самолет оснащается простым коллиматорным прицелом в кабине. Боевая нагрузка размещается на четырех подкрыльевых узлах, нормальная нагрузка каждого составляет 250 кг. Самолет EMB-312 в варианте штурмовика может использовать пулеметные контейнеры, неуправляемые ракеты и бомбы. Высокая маневренность, устойчивость на низких скоростях и четыре подкрыльевых пилона, обеспечивающие до 1000 кг боеприпасов, позволяют «Тукано» участвовать в тактических бомбардировках в условиях конфликта низкой интенсивности или в контрпартизанских действиях, а также в операциях по противодействию производству и перевозке наркотиков.

## История службы

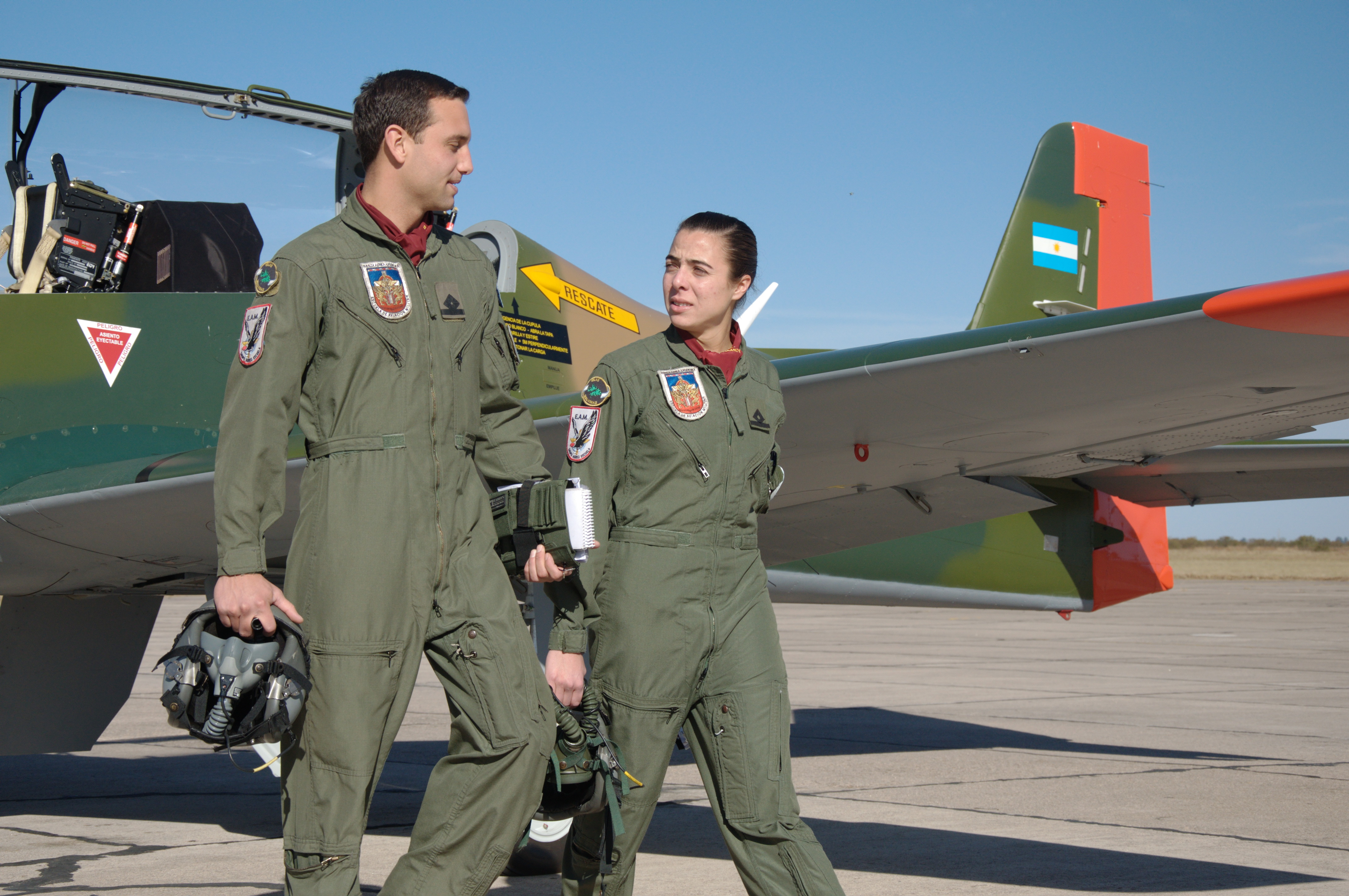
Пилоты ВВС Аргентины на фоне Embraer EMB 312 Tucano

### Ангола
Национальные военно-воздушные силы Анголы (Força Aérea Nacional Angolana, FANA) получили восемь новых самолётов AT-27 в 1998 году.  Еще шесть единиц AT-27 были закуплены четыре года спустя у Перу. Ангольские «Тукано» наносили авиаудары и проводили разведывательные полёты во время гражданской войны в Анголе. В конце 90-х годов еще два  самолета EMB-312 (серийные номера 055 и 149) были доставлены ВВС этой страны  для восполнения потерь.

### Аргентина
В июне 1987 года ВВС Аргентины получили первую партию из 15 самолетов из общего числа заказанных тридцати, предназначавшихся для замены французских реактивных учебных самолётов Morane-Saulnier MS.760 Paris. Базировавшиеся в Военной авиационной школе в Кордове, самолеты «Тукано» использовались в качестве учебно-тренировочных по программе «Объединенный базовый курс военной авиации», готовившей пилотов для ВВС, ВМС и армии Аргентины. За первые 25 лет службы в ВВС Аргентины эти самолеты налетали 104 000 часов и на них было подготовлено более 800 пилотов. Старейшая Аргентинская авиастроительная компания FAdeA с начала 2010-х годов разрабатывает FAdeA IA 73, который должен стать основным учебно-тренировочным самолётом для замены EMB-312 Tucano. Самолеты этого типа будут перебазированы на север Аргентины, где они будут оснащены вооружением и использоваться, в том числе, для воздушной разведки и патрулирования.

### Бразилия

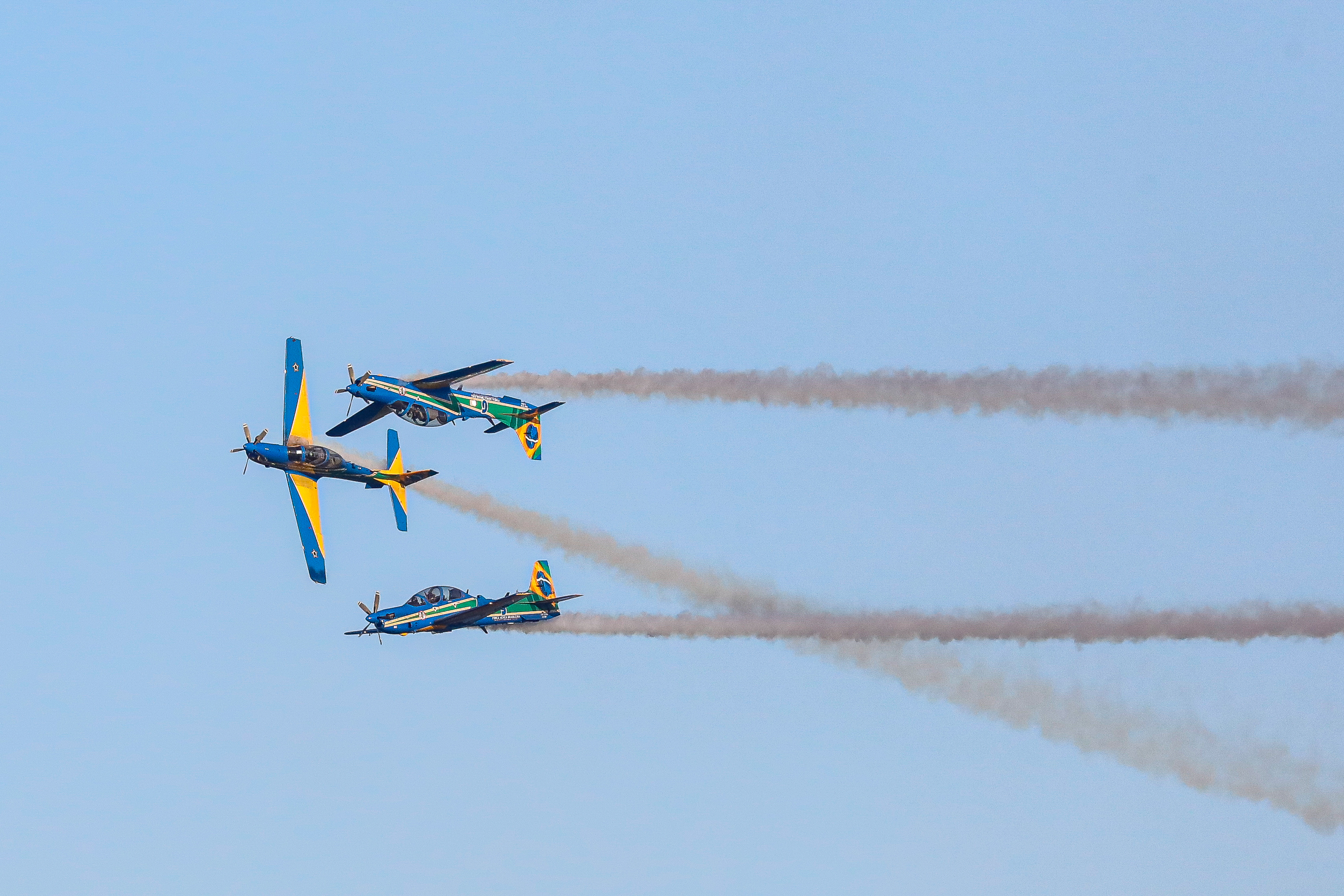
Показательное выступление EMB 312 «Тукано» пилотажной группы «Эскадрон Дымов» ВВС Бразилии

К 1988 году ВВС Бразилии в общей сложности закупили 118 самолетов Т-27 с опционом еще на 50 самолетов. Первые самолёты, предназначенные для пилотажной группы «Эскадрон Дымов» (Esquadrilha da Fumaça) были поставлены 29 сентября 1983 года, и в декабре того же года совершили первый демонстрационный полёт. В 1990 году ВВС подтвердили заказ на 10 единиц из остававшегося опциона по первоначальному контракту 1980 года. В конечном итоге ВВС получили оставшиеся 40 самолётов, увеличив общее количество поставленных единиц до 168.
В рамках четырехлетней программы обучения пилотов в Академии ВВС Бразилии (Academia da Força Aérea) на EMB-312 курсанты летают в последний год обучения в рамках курса продвинутой подготовки. После 75 часов налёта на самолете базовой подготовки  Neiva Universal курсанты-пилоты переходят к 125 часам продвинутой подготовки на «Тукано», в ходе которой лётчики учатся управлять самолетом используя аэробатические элементы, выполняя полёты по приборам и полёты в условиях приближенных к боевым. Курсанты бразильской военно-морской авиации обязаны налетать 100 часов на самолете «Тукано» в Академии в течение первого этапа трехлетней программы обучения. По словам представителя командования ВВС, самолеты EMB-312, числящиеся в Академии, как ожидается, должны быть выведены из эксплуатации в 2022 году.
Во время операции «Трайра» (Operation Traira) в феврале 1991 года шесть «Тукано» использовались для непосредственной авиационной поддержки против группы из 40 повстанцев из Революционных вооруженных сил Колумбии (FARC), которые захватили бразильских военнослужащих, патрулирующих границу. «Тукано» широко использовались в Амазонии для патрулирования границ и перехвата незаконных полётов, совместно с со службой SIVAM (Система наблюдения за Амазонией).

### Венесуэла
14 июля 1986 года ВВС Венесуэлы получили первые четыре Embraer EMB-312 Tucano AT/T-27 из заказа в 30 самолетов общей стоимостью 50 миллионов долларов США. Год спустя были поставлены оставшиеся самолеты, разделенные на две группы: 18 T-27 для учебных целей и 12 AT-27 для тактической поддержки наземных соединений. «Тукано» были приписаны к 14-й авиагруппе 142-й эскадрильи «Escorpiones» («Скорпионы»), базирующейся на авиабазе в  Маракайе, к 13-й авиагруппе 131-й эскадрильи «Zorros» («Зорро»), базирующейся в Барселоне, и к 15-й авиагруппе 152-й эскадрильи «Avispones» («Шершни») базирующейся в Маракайбо. АТ-27 совместно с лёгкими штурмовиками и разведчиками OV-10 «Бронко» активно участвовали во многих контрпартизанских и антинаркотических операциях, а также в кампаниях по борьбе с похищениями людей вблизи колумбийской границы.

### Гондурас

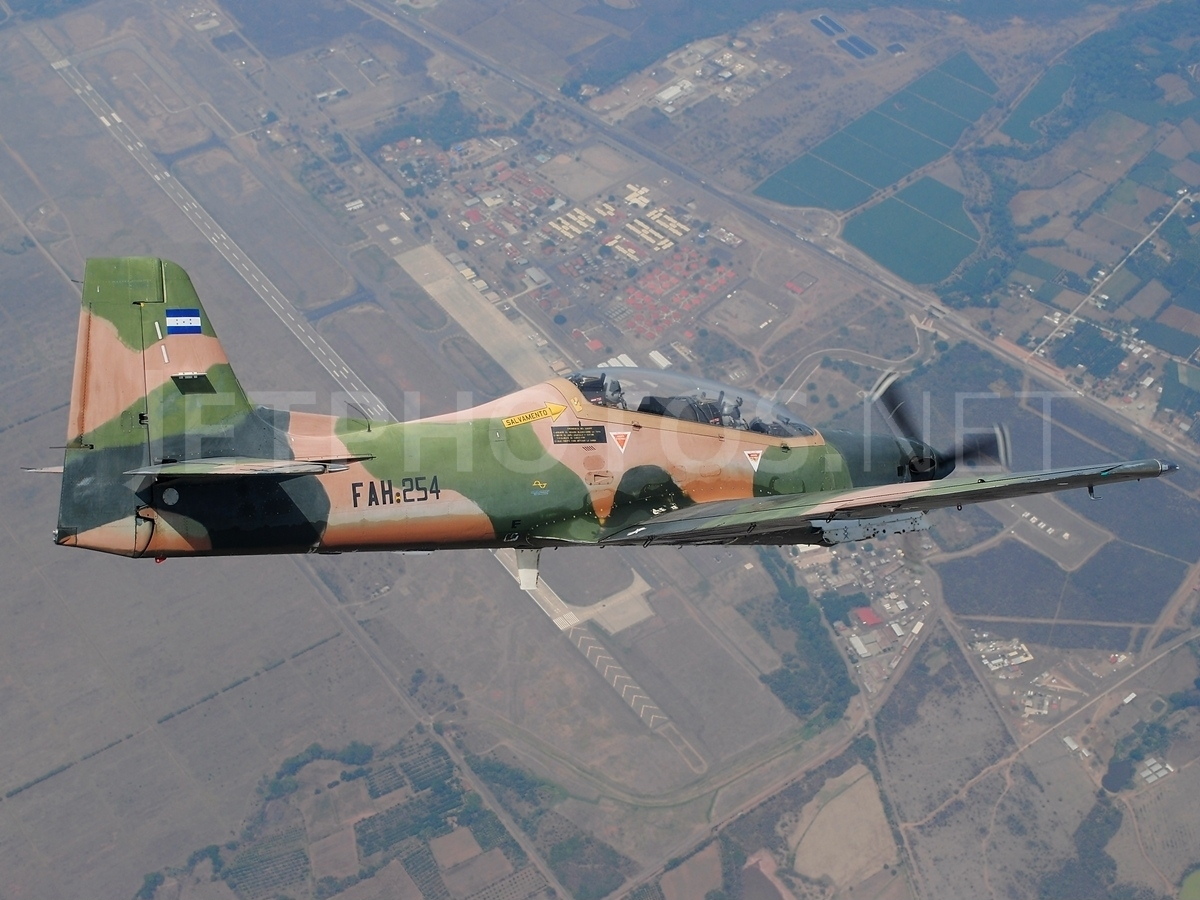
Embraer T-27 «Тукано» ВВС Гондураса

Гондурас, ставший первым зарубежным заказчиком самолётов «Тукано», приобрел этот их для замены американских North American T-28 Trojan. Двенадцать EMB-312 были получены в период с 1982 по 1983 год. Самолеты используются как для тренировок пилотов, так и для патрулирования воздушного пространства Гондураса для обнаружения незаконного пересечения границы.
14 апреля 2003 года «Тукано», вооруженный двумя 7,62-мм пулемётами сбил самолёт Aero Commander 500, использовавшийся одним из колумбийских наркокартелей. Двое колумбийцев погибли во время крушения, а позднее, при проведении поисково-спасательных работ, рядом с обломками самолёта было обнаружено порядка 942 кг кокаина. В августе 2010 года самолет Piper PA-34 Seneca, также летевший из Колумбии, был обнаружен AT-27 и принужден к посадке. Было арестовано пять человек и изъято 550 килограммов кокаина. Три месяца спустя «Тукано» был использован для перехвата самолета с 550 килограммами кокаина на борту.
В феврале 2012 года военные специалисты Гондураса и инженеры Embraer начали изучать возможности по продлению срока службы устаревающего парка самолётов EMB 312. Позднее в том же месяце министр обороны Гондураса сообщил, что ремонт и восстановление шести самолетов обойдется в 10 миллионов долларов США. В мае того же года «Тукано» перехватил самолет, с борта которого было изъято 400 килограммов кокаина. В следующем месяце гондурасский «Тукано» сбил двухмоторный самолет Cessna, перевозивший наркотики, над островами Ислас-де-ла-Баия, в результате чего погибли двое пассажиров, включая агента Управления по борьбе с наркотиками под прикрытием. Это событие привело к дипломатическому скандалу и увольнению гондурасского генерала, отдавшего приказ об атаке.

### Египет
В декабре 1983 года был подписан контракт между Embraer и правительством Египта на сумму 181 миллион долларов США на поставку 10 готовых самолетов и еще 110 самолето-комплектов для последующей сборки. Совместная египетско-иракская сделка включала в себя обширную программу передачи технологий, в том числе возможность производства некоторых деталей самолета и окончательную сборку на заводе Heliopolis Air Works в Хелуане, что стало первым опытом Embraer по сборке самолетов за рубежом. Восемьдесят из 110 единиц, построенных в Египте, были поставлены в Ирак. Первый самолет прибыл в конце 1984 года, а первый собранный в Египте «Тукано» был введен в эксплуатацию в 1985 году. Дополнительный заказ на 14 самолетов был сделан в 1989 году, в результате чего общее количество самолётов этого типа в ВВС Египта достигло 54 единиц. Учебные самолеты EMB 312 Tucano летали в 6-й, 25-й и 35-й эскадрильях. В 6-я эскадрилье EMB 312 были переоборудованы в БПЛА E-June на авиабазе Ком-Авшим. К 2023 году «Тукано» по-прежнему летали в 25-й и 35-й эскадрильях с дислокацией на авиабазах в Хургаде, Исмаиле и Иншасе.

### Иран
В период с 1989 по 1991 год Иран получил 25 самолетов Embraer EMB 312 Tucano. В период с 2000 по 2001 год ВВС Корпуса стражей исламской революции использовали «Тукано» совместно с вертолётами Ми-171 и Bell 206 против отрядов Талибана и в операциях по борьбе с наркотиками на восточной границе Ирана.

### Ирак
Ирак закупил 80 самолетов «Тукано», произведенных по лицензии в Египте, и их поставки были завершены в 1987 году. После окончания Иракской войны на вооружении ВВС Ирака не осталось самолетов EMB-312.

### Колумбия

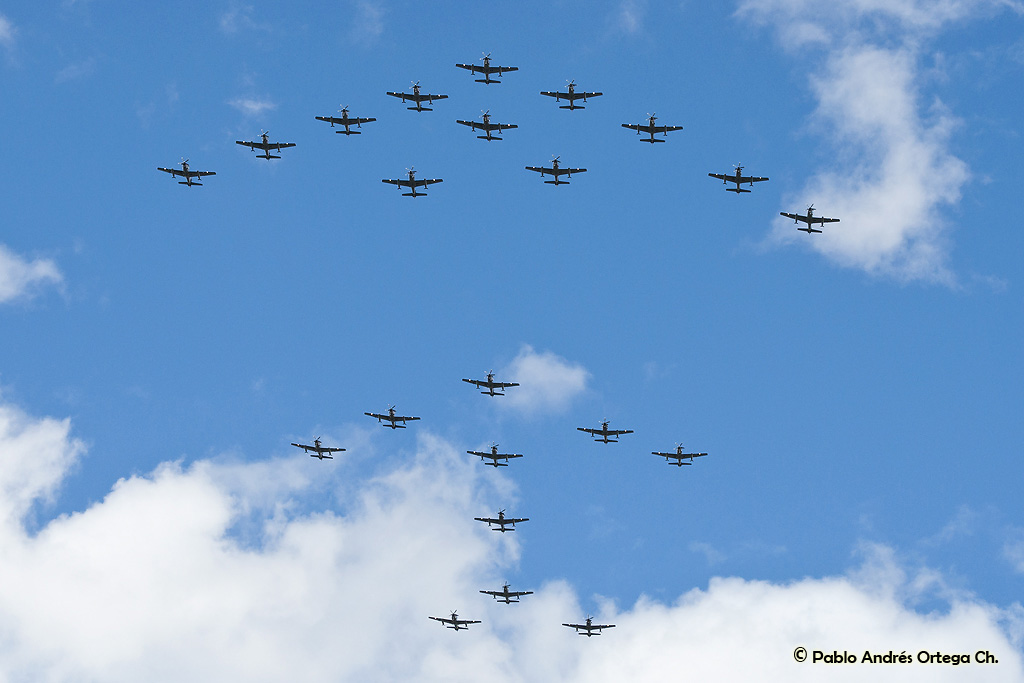
Формация из 22 самолётов EMB 314 Super Tucano ВВС Колумбии, пришедших на смену устаревшим EMB 312

В 1992 году для ВВС Колумбии было заказано четырнадцать AT-2, и поставка первых шести единиц состоялась в декабре того же года, за которыми в том же месяце последовало еще семь единиц. Приписанные к 212-й эскадрилье, самолеты «Тукано» изначально задумывались как учебно-тренировочные, но в дальнейшем ВВС начали использовать их в качестве штурмовиков для выполнения задач непосредственной авиационной поддержки и завоевания превосходства в воздухе в рамках контрпартизанских операций по борьбе с повстанцами из Революционных вооруженных сил Колумбии. С момента появления этого типа самолетов их общий налет составил более 50 000 часов без единой потери.
В 1998 году при содействии специалистов ВВС Перу с приборами самолёта были интегрированы очки ночного видения для выполнения операций в тёмное время суток. В 2011 году компания Embraer начала трехлетнюю программу по локальной модернизации 14 самолетов EMB-312 ВВС Колумбии. Это являлось частью Стратегического плана развития (Plan Estratégico Institucional) Вооруженных сил Колумбии на 2011–2030 годы, призванного продлить срок службы самолета на 15 лет. Программа структурной модернизации, в частности, включает в себя установку новых крыльев и шасси. Также предусматривается установка новой авионики с современной инерциальной навигационной системой и цифровой адресно-отчётной системы авиационной связи производства Rockwell Collins. В то же время британская компания Cobham Limited поставит современные многофункциональные дисплеи, системы управления полетом, а также систему индикации состояния двигателя и оповещения экипажа. Первый прототип будет разработан и произведен компанией Embraer в Бразилии, а остальные работы будут завершены в Корпорации колумбийской авиационной промышленности (Corporación de la Industria Aeronáutica Colombiana S.A.).
Эксплуатация «Тукано» ВВС Колумбии включала использование этого самолёта за рамками заложенных в него проектных решений, что дало ценные уроки, которые впоследствии легли в основу новых требований, реализованных в конструкции «Супер Тукано».

### Мавритания
В 2011 году лётчики Исламских военно-воздушных сил Мавритании прошли обучение во французских ВВС, и Мавритании были поставлены четыре бывших французских самолета EMB-312F, у которых оставалось еще две трети срока службы. Перед передачей самолёты модернизацию, получив узлы подвески вооружения для пушечных контейнеров и новые радиостанции. Эти «Тукано» базируются на аэродроме вблизи Атара на северо-западе страны, где они используются в боевых операциях против боевиков Аль-Каиды в странах исламского Магриба. В марте 2012 года мавританские самолеты EMB-312F вторглись в воздушное пространство Мали, атакуя террористические группы Аль Каиды на территории этого государства (обе страны сотрудничают в военных действиях против этих террористов).

### Парагвай
ВВС Парагвая получили первые шесть самолетов в 1987 году. Еще шесть были заказаны в конце 1990-х годов, но сделка сорвалась, и эти машины оказались проданы Анголе. 29 декабря 2010 года три ранее эксплуатируемых бразильских самолета «Тукано» были обменены на четыре учебно-тренировочных самолета EMB-326GB (Xavante) и один Boeing-707 в транспортном исполнении. В 2011 году на парагвайских «Тукано» при содействии специалистов ВВС Бразилии был проведен полный комплекс ремонтных работ с двигателями.
С 1996 года «Тукано» использует в операциях по борьбе с повстанцами 3-я эскадрилья ВВС "Moros", базирующаяся в Асунсьоне, в случаях оперативной необходимости формируя боевые отряды «Гамма» и «Омега». В апреле 2011 года парагвайские EMB 312, вооруженные 20-мм автоматическими пушками и подвесными топливными баками, были развернуты на авиабазе Марискаль Эстигаррибия для отслеживания и перехвата нарушителей воздушного пространства на границе с Боливией.

### Перу
В 1986 году ВВС Перу заказали 20 самолётов «Тукано» для замены устаревших Cessna T-37 Tweet. Поставки начались в апреле 1987 года по две единицы в месяц. Последняя поставка состоялась в ноябре 1987 года. В 1991 году было закуплено ещё 10 самолётов для проведения операций по борьбе с наркотиками, в результате чего общее количество самолётов достигло 30, хотя шесть из них были перепроданы в Анголу в 2002 году. Первые EMB-312 поступили в состав 512-й инструкторской эскадрильи 51-й учебной группы Воздушной академии ВВС Перу, базирующейся на авиабазе Лас-Пальмас, Лима. Другие EMB-312 были приписаны к 514-й тактической эскадрилье. Первые самолёты были окрашены в оранжевый и белый цвета для учебных целей и постепенно заменены на джунглевый камуфляж, несколько EMB 312 Tucano были окрашены в темно-серый цвет для ночных операций.

### Франция

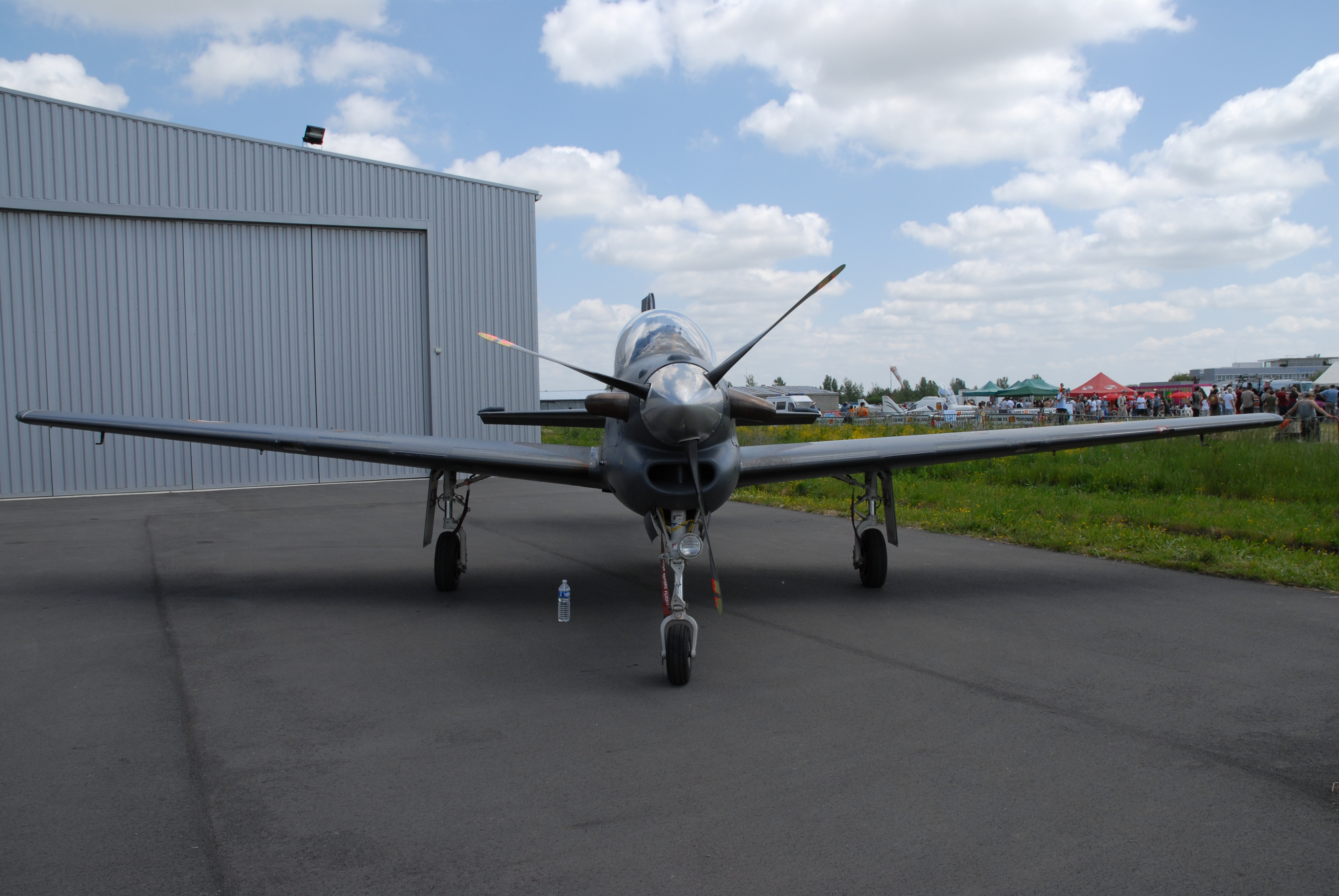
EMB 312F Tucano ВКС Франции.

Следуя мировой тенденции замены реактивных учебных самолетов на более дешевые турбовинтовые аналоги, в июле 1990 года французские ВВС заказали 80 модифицированных самолётов «Тукано», обозначенных как EMB-312F. Приобретение этих самолётов было компенсацией за 36 многоцелевых вертолётов AS365 Dauphin и 16 лёгких вертолётов AS350 Écureuil, купленных для бразильской армией, и 30 многоцелевых вертолётов Eurocopter AS355 Écureuil 2 для бразильского флота. Два предсерийных самолета были построены для годичного процесса оценки в Генеральной дирекции по вооружению, и уже первый предсерийный EMB-312F поднялся в воздух в апреле 1993 года. Самолёт получил аэродинамический тормоз, расположенный под фюзеляжем и французскую систему связи. Общее количество заказанных самолетов было сокращено до 50, а ввод в эксплуатацию первой серийной модели состоялся в 1995 году. Самолеты находились в ведении офицерской школы ВВС в Салон-де-Провансе, заменив реактивные Fouga CM.170 Magister, на котором в течение почти 40 лет проходили подготовку курсанты военно-воздушных сил. После появления этого типа самолёта программа подготовки курсантов французских ВВС теперь начиналась с пилотирования лёгкого поршневого учебного самолёта Socata TB 30 Epsilon, продолжалась на «Тукано» и завершалась уже на турбореактивном Dassault/Dornier Alpha Jet для начальной подготовки лётчиков истребителей. После 15 лет эксплуатации французские EMB-312F были выведены из эксплуатации 22 июля 2009 года, несмотря на то, что большинство из этих самолетов достигли лишь половины своего потенциального срока эксплуатации.

## Варианты

### EMB-312A
Базовый серийный вариант рассчитанный на 8000 лётных часов эксплуатации:
- Tucano YT-27

Наименование предсерийных образцов
- Tucano T-27

Двухместный учебно-тренировочный самолёт для первоначальной подготовки лётного состава

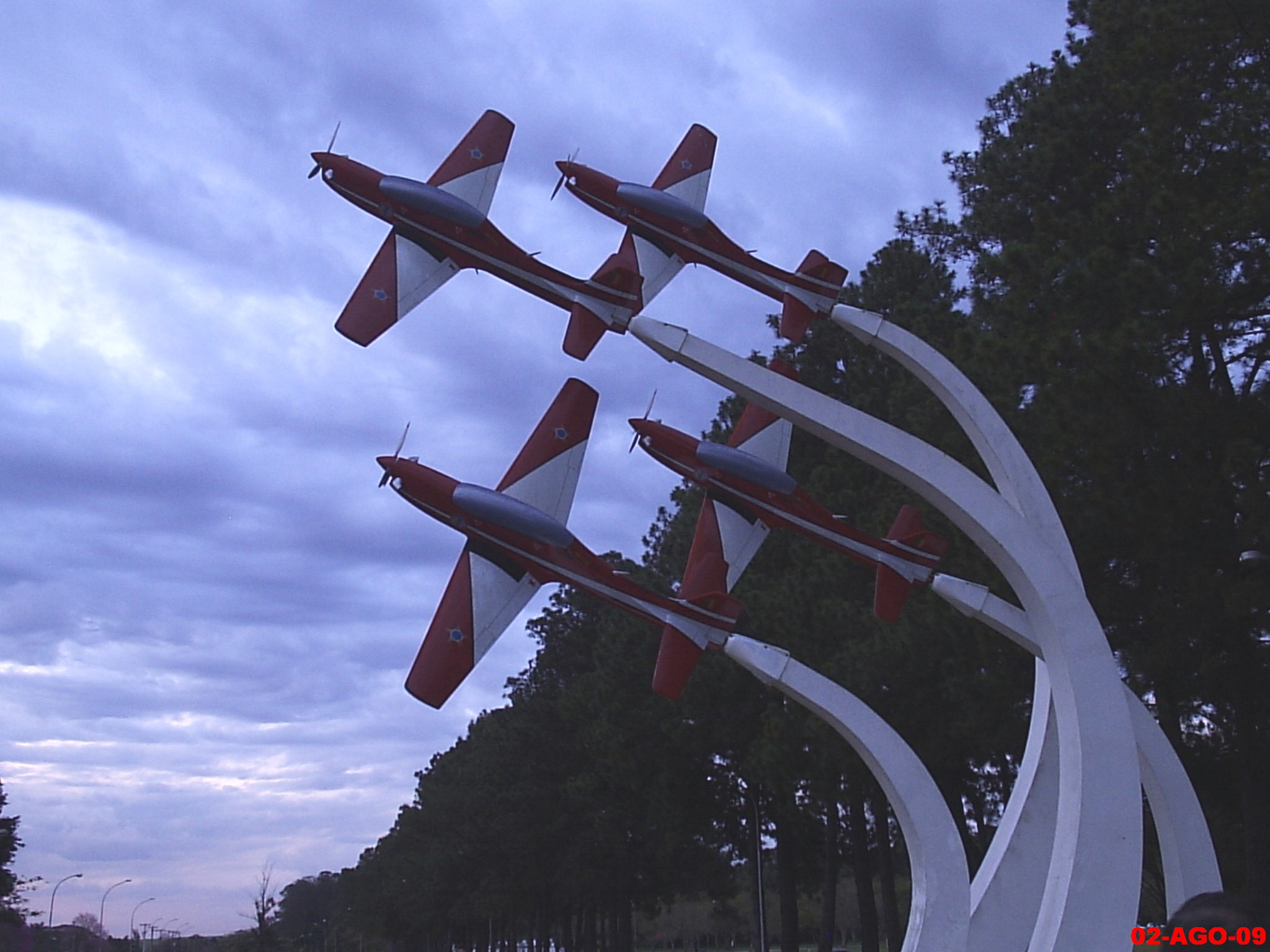
Памятник самолётам «Тукано» пилотажной группы «Эскадрон Дымов» на территории академии ВВС Бразилии

- Tucano AT-27

Двухместный лёгкий штурмовик

### EMB-312F
Модернизированный вариант базового самолёта, созданный специально для ВВС Франции. EMB-312F оснащен авионикой производства компании Telecommunications Electronique Aeronautique et Maritime (TEAM SA, часть британской Cobham Limited), навигационными средствами производства Thomson-CSF (теперь Thales Group), увеличенным ресурсом двигателя, противообледенительной системой воздушного винта и фонаря кабины, а также аэродинамическим тормозом, расположенным под фюзеляжем.

### EMB-312S
EMB-312S, также известный как Short Tucano, представляет собой усовершенствованную версию учебно-тренировочного самолета EMB-312A, произведенную по лицензии на заводе компании Short Brothers в Белфасте изначально для Королевских ВВС, а также для экспорта. Этот самолёт оснащен более мощным двигателем Honeywell TPE331 мощностью 820 кВт (1100 л. с.) с четырехлопастным винтом регулируемого шага, модернизированной авионикой, усиленной конструкцией планера увеличивающей лётный ресурс до 12 000 часов, двухсекционным фонарем кабины для дополнительной защиты от столкновений с птицами, герметичной кабиной, аэродинамическим тормозом, расположенным под фюзеляжем, аэродинамическими изменениями обводов крыла, улучшенными тормозами шасси и возможностью установки дополнительного вооружения на узлы подвески.
- Tucano T.1

Оригинальная версия Short Tucano для ВВС Великобритании
- Tucano Mk.51

Экспортная версия для ВВС Кении
- Tucano Mk.52

Экспортная версия для ВВС Кувейта

### EMB-312H
Совместная разработка компаний Northrop Grumman и Embraer разработала прототип для конкурса ВВС США (JPATS - Joint Primary Aircraft Training System) на усовершенствованный учебно-тренировочный самолет, на основе которого был создан самолет EMB-314 Super Tucano (ALX), в настоящее время выпускаемый для ВВС Бразилии.

## Тактико-технические характеристики
Технические характеристики
- Экипаж: 2 человека
- Длина: 9,86 м
- Размах крыла: 11,14 м
- Высота: 3,4 м
- Площадь крыла: 19,4 м²
- Масса пустого: 1810 кг
- Максимальная взлётная масса: 3175 кг
- Силовая установка: 1 × ТВД Pratt&Whitney PT6A-25C
- Мощность двигателей: 1 × 750 л. с. (1 × 560 кВт)

Лётные характеристики
- Максимальная скорость: 458 км/ч
- Крейсерская скорость: 347 км/ч
- Перегоночная дальность: 1916 км
- Практический потолок: 9150 м
- Скороподъёмность: 13,2 м/с
- Нагрузка на крыло: 164  кг/м²
- Тяговооружённость: 180 Вт/кг
- Максимальная эксплуатационная перегрузка: +6,0 g

Вооружение
- Стрелково-пушечное:  
  - встроенное: отсутствует
  - подвесное: пулеметные контейнеры 7,62-мм или 12,7-мм
- Точки подвески: 4
- Боевая нагрузка: 1000 кг
- Бомбы: свободнопадающие и корректируемые

## На вооружении

### Состоит на вооружении

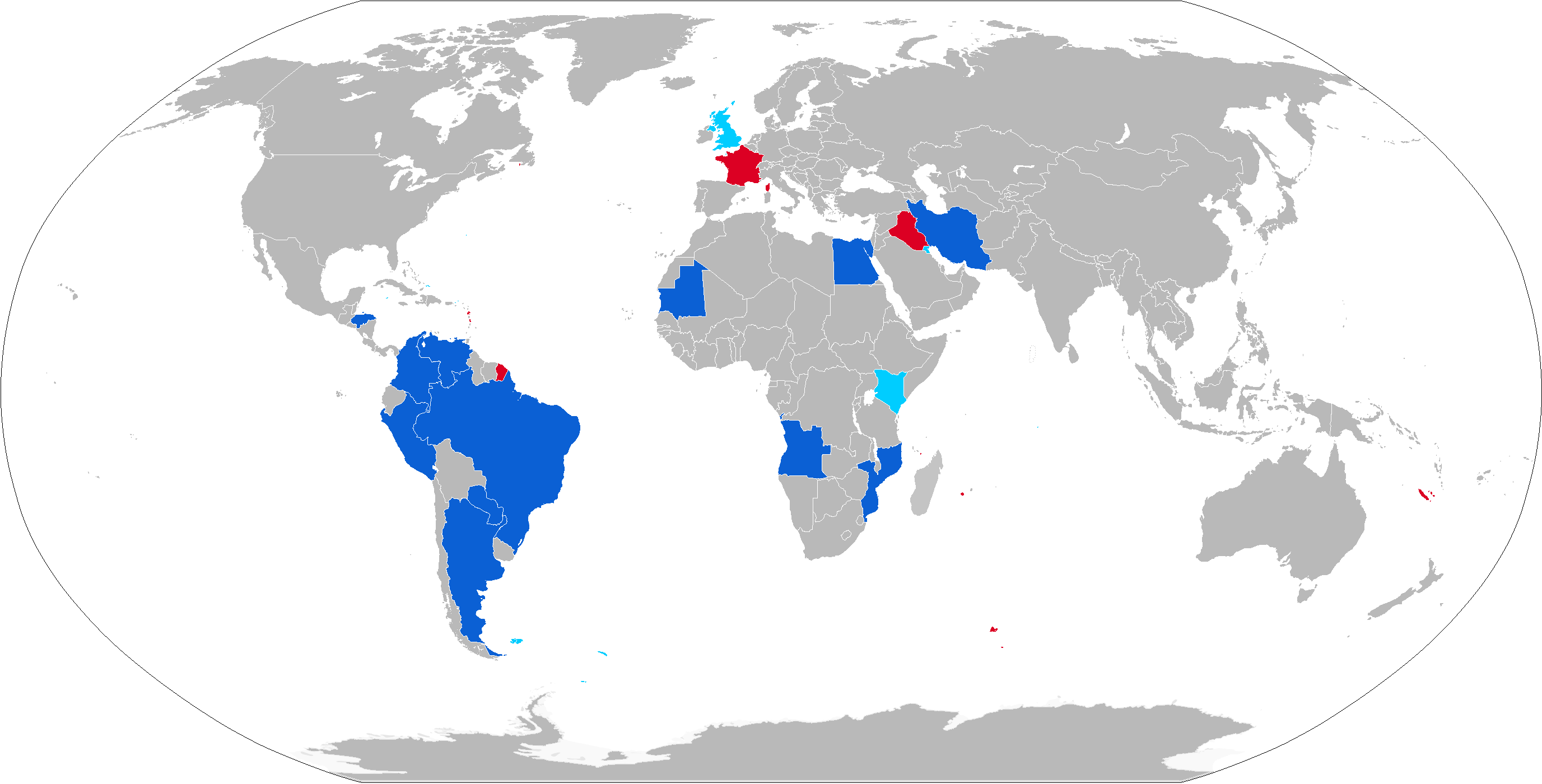
Операторы EMB-312 Tucano (бывшие операторы обозначены красным цветом)

Источник: Directory of World Air Forces, 2011

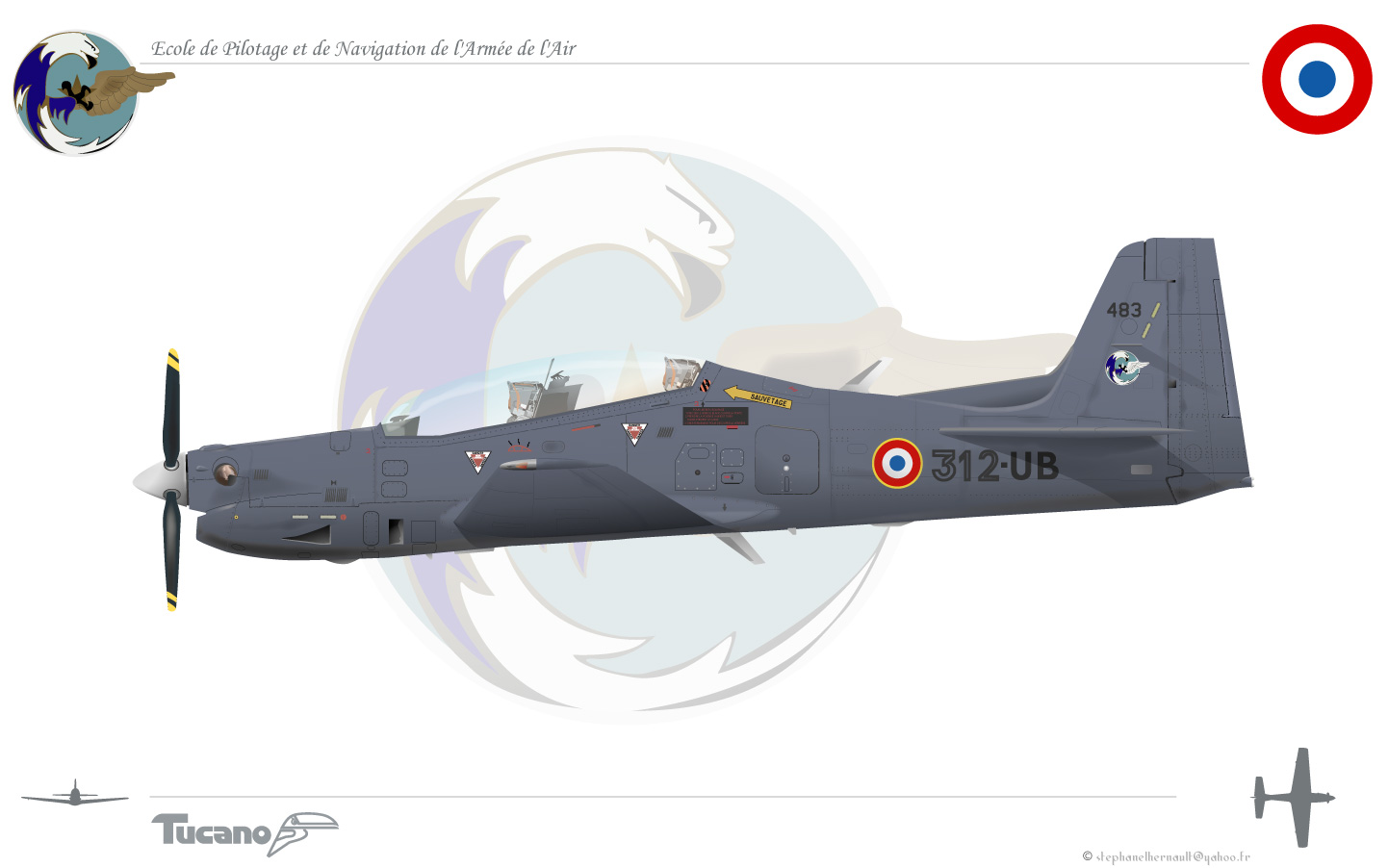
Embraer EMB 312 Tucano,Военно-воздушные силы Франции

- Ангола — 14
- Аргентина — 24
- Бразилия — 105
- Колумбия — 14
- Египет — 54

- Гондурас — 7
- Иран — 13
- Кения — 12
- Кувейт — 12
- Мавритания — 4[74]
- Парагвай — 6
- Перу — 13
- Великобритания — 54
- Венесуэла — 19

### Состоял на вооружении
- Франция — 48 EMB-312F были списаны до 2009 года[75]
- Ирак — было закуплено 80 единиц, которые были либо уничтожены во время военных действий, либо списаны из-за износа к декабрю 2011 года[73]